# Марцугчай
Марцугчай — река в России, протекает в Курахском и Сулейман-Стальском районах республики Дагестан. Длина реки составляет 12 км. Площадь водосборного бассейна — 28 км².
Начинается севернее горы Гардаян-Хев. Течёт в общем восточном направлении. Устье реки находится в 26 км по левому берегу реки Арач у подножия горы Гульгулькиль на высоте 1463 метра над уровнем моря.

## Данные водного реестра
По данным государственного водного реестра России относится к Западно-Каспийскому бассейновому округу, водохозяйственный участок реки — Самур. Речной бассейн реки — Терек.
Код объекта в государственном водном реестре — 07030000412109300002804.